# Terrasini
Terrasini is een gemeente in de Italiaanse provincie Palermo (regio Sicilië) en telt 10.817 inwoners (31-12-2004). De oppervlakte bedraagt 19,4 km2, de bevolkingsdichtheid is 558 inwoners per km2.

## Demografie
Terrasini telt ongeveer 3882 huishoudens. Het aantal inwoners steeg in de periode 1991-2001 met 1,3% volgens cijfers uit de tienjaarlijkse volkstellingen van ISTAT.

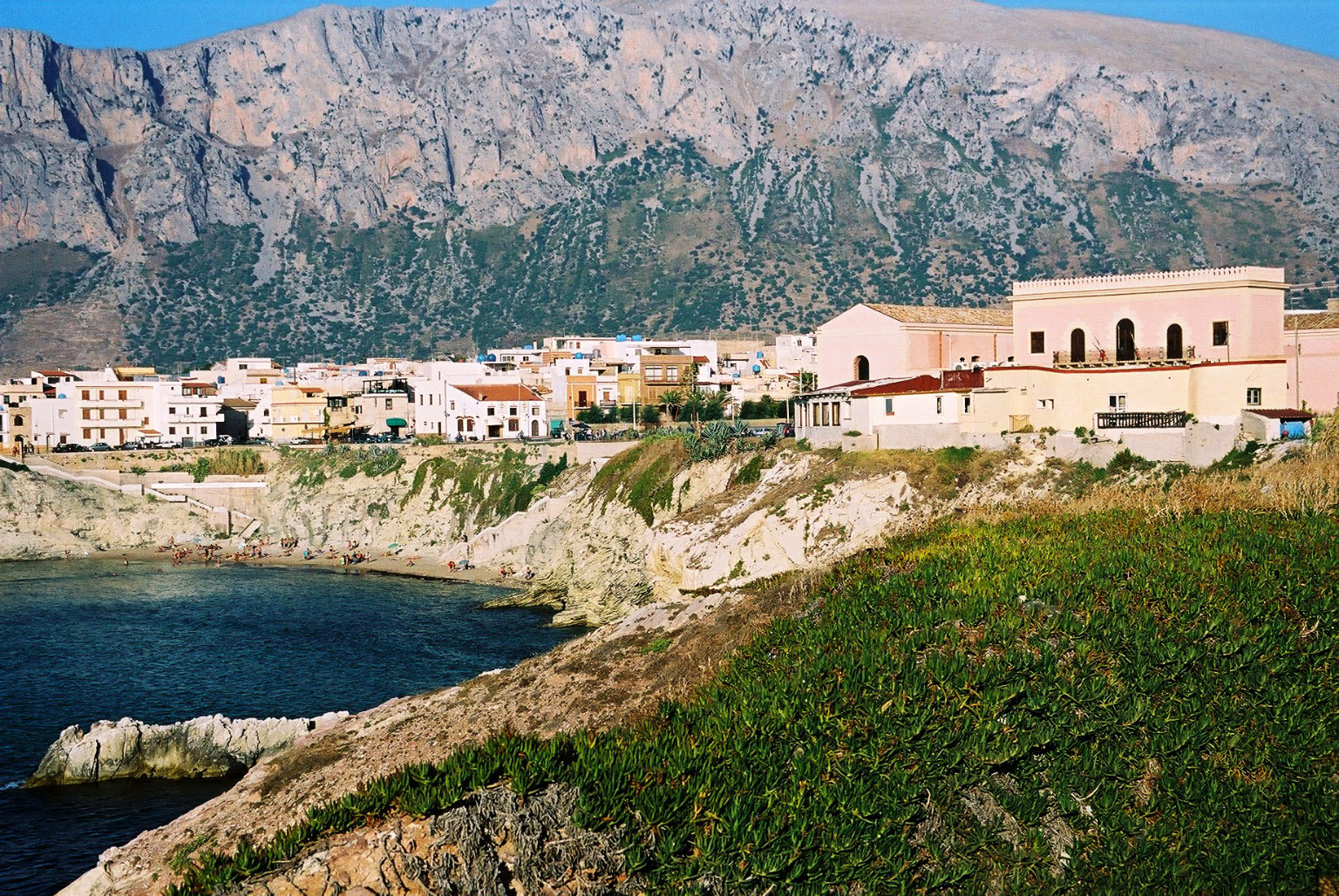
De baai van Terrasini

| Jaar | Inwoneraantal |
| ---- | ------------- |
| 1991 | 10.544        |
| 2001 | 10.686        |

## Geografie
De gemeente ligt op ongeveer 33 m boven zeeniveau.
Terrasini grenst aan de volgende gemeenten: Carini, Cinisi, Partinico, Trappeto.